# Бугай строкатий
Бугай строкатий (Botaurus pinnatus) — вид птахів родини чаплевих (Ardeidae).

## Поширення
Вид поширений в Центральній і Південній Америці. Його ареал простягається від півдня Мексики до півночі Аргентини. Зазвичай він віддає перевагу низинам, хоча у Східних Кордильєрах Колумбії спостерігався на висоті понад 2600 м над рівнем моря. Мешкає поблизу прісних водойм, включаючи густі зарості очерету, береги озер, затоплені ділянки густої рослинності, болота та зарослі поля.

## Опис
Досить велика чапля, завдовжки від 63,5 до 76 см і вагою близько 800 г. Птахи мають бежевий колір і сильні плями з чіткими візерунками. Шия біла, спина також біла, але зі світло-коричневими лініями, решта шиї жовтувата з чорними плямами. Груди і живіт білі з широкими коричневими лініями, а спина бежева з чорними. Розпростерті крила чорні у самців і коричневі у самиць; закриті крила сірого кольору сприяють створенню двоколірного ефекту під час польоту. Обидві статі мають однакове оперення, але самиці зазвичай менші за самців і мають коричневі, а не чорні хвости.
Дзьоб твердий і сильний, здебільшого жовтий, а нижня щелепа зверху темніша. Решта шкіри на його обличчі також яскраво-жовта, з коричневою лінією, що йде від чола. Ніжки жовтувато-зелені, а райдужка жовта.

## Спосіб життя
Раціон складається з риби, рептилій, земноводних, членистоногих і дрібних ссавців. Птах ловить свою здобич серед рослинності, зазвичай густої, де гніздиться. Це терплячий мисливець, оскільки може тривалий час проводити нерухомо, чекаючи, поки здобич з'явиться сама. Розмножуються майже виключно під час вологого сезону. Будує чашоподібне гніздо з рослинного матеріалу серед густої рослинності біля поверхні води. Самиця відкладає 2-3 коричнево-зелених яєць, які сама насиджує.

## Підвиди
- Botaurus pinnatus caribaeus Dickerman, 1961 — східна Мексика, Беліз і (рідше) Гватемала.
- Botaurus pinnatus pinnatus (Wagler, 1829) — від південно-східної Нікарагуа до Еквадору та Гвіан, Бразилії, Парагваю та північно-східної Аргентини.